# Черес (муніципалітет)

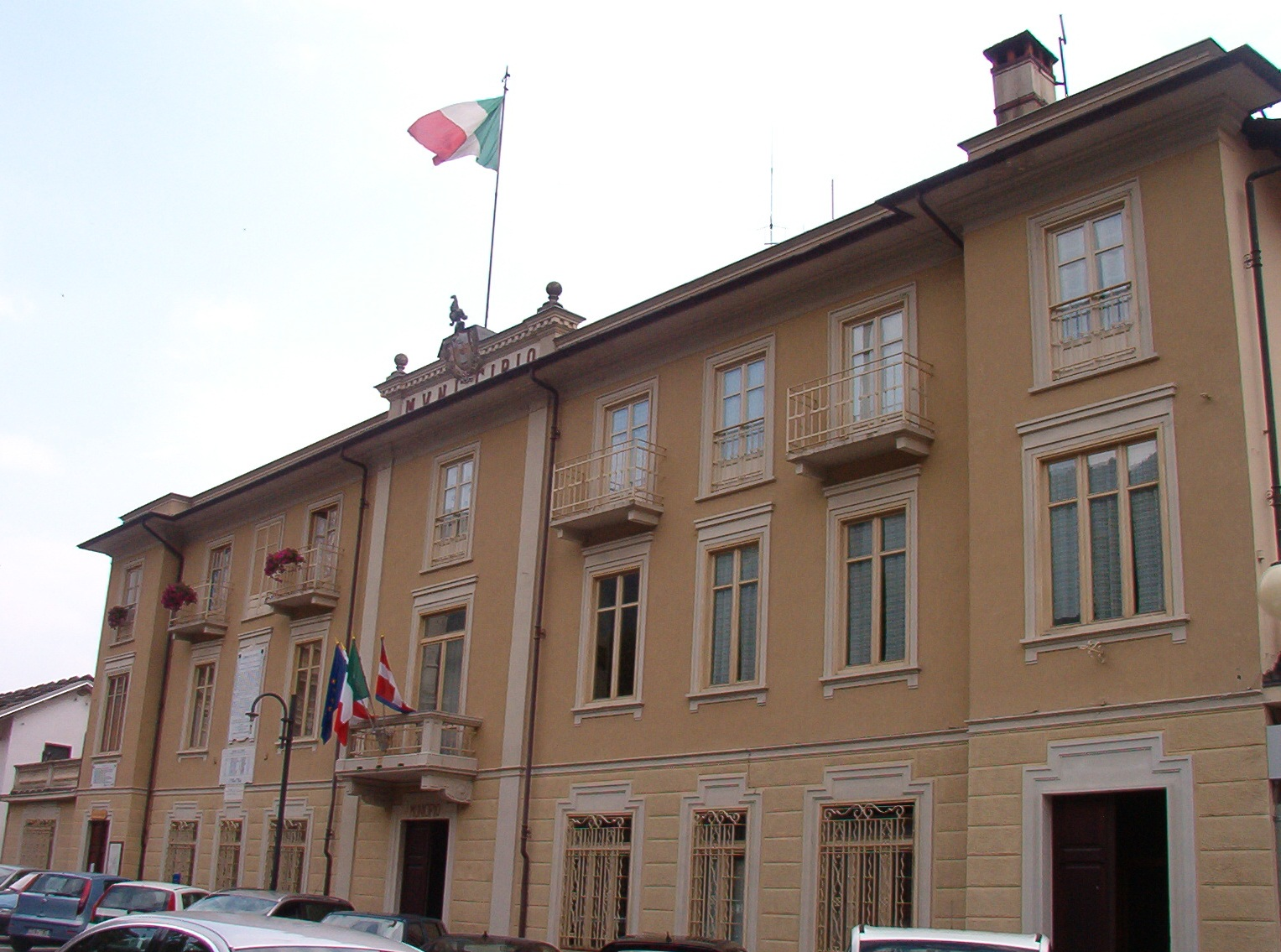

Черес (італ. Ceres, п'єм. Céres) — муніципалітет в Італії, у регіоні П'ємонт, метрополійне місто Турин.
Черес розташований на відстані близько 560 км на північний захід від Рима, 38 км на північний захід від Турина.
Населення — 1054 особи (2014).
Покровитель — Діва Марія Вознесена (Santa Maria Assunta).

## Демографія
Населення за роками:

Станом на 1 січня 2023 року в муніципалітеті офіційно проживали 103 іноземці з 18 країн, серед них 28 громадян країн Євросоюзу та 5 громадян України.

## Сусідні муніципалітети
- Ала-ді-Стура
- Кантоїра
- К'яламберто
- Гроскавалло
- Мецценіле
- Монастеро-ді-Ланцо
- Пессінетто